# マクドナルド・アンド・ジャイルズ
『マクドナルド・アンド・ジャイルズ』（McDonald and Giles）は、キング・クリムゾンのオリジナル・メンバーだったイングランドのイアン・マクドナルドとマイケル・ジャイルズが1971年に発表したアルバムである。
商業的成功は得られず、このデュオの唯一のアルバムになったが、キング・クリムゾンのファンの間では今日に至るまで高い評価と人気を得て来た。

## 解説
マクドナルドとジャイルズはキング・クリムゾンのオリジナル・メンバーで、デビュー・アルバム『クリムゾン・キングの宮殿』（1969年）に参加した。彼等はアルバム発表に伴なって行なわれた最初のアメリカ・ツアーに疲弊して、ツアーが終了した同年12月末に脱退した。
本作は1970年5月から7月にかけてアイランド・スタジオでレコーディングされ、ジャイルズの弟ピーター・ジャイルズ（ベース）が全面参加した。マクドナルド・アンド・ジャイルズの音楽には、キング・クリムゾンの音楽と共通する牧歌的かつ音楽的に複雑な要素が多く含まれていたが、暗い雰囲気は避けられた。
「組曲ハ長調」の「Turnham Green」では、同時期にアイランド・スタジオでアルバム『ジョン・バーレイコーン・マスト・ダイ』を制作していたスティーヴ・ウィンウッドが客演して、オルガンとピアノを弾いた。
「アイビスの飛行」は、マクドナルドがキング・クリムゾンに在籍中にメンバーの詩人ピート・シンフィールドと共作した「ケイデンスとカスケイド」のメロディに、BP・ファロンが歌詞をつけたものである。
ジャイルズ作「明日への脈動」に客演したマイケル・ブレイクスリー（トロンボーン）は、ジャイルズ兄弟が1960年代前半に在籍したトレンドセッターズ・リミテッドのメンバーだった。同曲のドラム・ソロは、ラップやヒップホップのアーティストとして広く知られるビースティ・ボーイズによって、アルバム『ハロー・ナスティ』の楽曲「Body Movin'」でサンプリングされた。
20分以上に及ぶ組曲「バードマン」は、1968年頃に曲作りのチームを組んだマクドナルドとシンフィールドがクリムゾン結成前に書き始めた大作である。
本作はイギリスではアイランド・レコード (ILPS 9126) 、米国ではアトランティック・レコード傘下のコティリオン・レコード（SD 9042）から発売された。ジャケットの"McDonald and Giles"のロゴの色は前者では緑、後者では紫だった。

### CD化
1989年、最初のCDが日本で発売された。オリジナル・マスターが所在不明だったので、マスタリングには数世代後のテープを盤起こししたものが使用された。ジャケットはアメリカ盤（アトランティック・レコード系列）のものが採用され、紫色のロゴが再現された。
2002年、より改善された音質を持つリマスター盤（2001年リマスター音源）が発売された。ジャケットはイギリス盤（アイランド・レコード）の緑色のロゴが再現された。マクドナルドはオリジナル盤が不完全のまま発表されてしまったという不満を抱いていたので、本作はメンバー監修の下で改めて再構築された。「組曲ハ長調」の冒頭付近のフレーズは少し異なった歌詞となっている。組曲「バードマン」は以前とは異なるセクションで分けられ、CD上では別々のトラックとしてマークされている。

### 50周年再発盤
その後アナログ・マスターテープが、かつての制作委託元だったEGレコードの管理会社に残っていた事が判明。2020年代に本作の発売の権利を取得していた独立レーベル「ディシプリン・グローバル・モービル」（DGM）はマスターテープの引き渡しを再三請求するも、旧EGレコードの管理会社は発売当時のアイランド・レコードとの契約条項をたてに拒否する。そのためDGMが2021年秋から2022年初頭にかけて発売した50周年再発盤は、以前の2001年リマスター音源を流用せざるを得なかった。
DGMは再度管理会社と交渉しようとしていたが、マクドナルドが2022年2月に死去。制作者による許諾や監修作業が不可能になり、オリジナルマスター音源ミックス盤の実現は不透明になっている。

## 収録曲
1. 「組曲ハ長調」 - "Suite in C" (イアン・マクドナルド) 11分14秒
  - including

  1. "Turnham Green"
  2. "Here I Am"

  - And many more
2. 「アイビスの飛行」 - "Flight of the Ibis" (曲: イアン・マクドナルド、歌詞: BP・ファロン) 3分11秒
3. 「イズ・シー・ウェイティング」 - "Is She Waiting?" (イアン・マクドナルド) 2分36秒
4. 「明日への脈動」 - "Tomorrow's People – The Children of Today" (マイケル・ジャイルズ) 7分00秒
5. 「バードマン」 - "Birdman" (曲: イアン・マクドナルド、歌詞: ピート・シンフィールド) 21分22秒
  - involving;

  1. "The Inventor's Dream (O.U.A.T.)"
  2. "The Workshop"
  3. "Wishbone Ascension"
  4. "Birdman Flies!"
  5. "Wings in the Sunset"
  6. "Birdman – The Reflection"

## 参加メンバー
- イアン・マクドナルド (Ian McDonald) - ギター、ピアノ、オルガン、サックス、フルート、クラリネット、ツィター、ボーカル、雑多な小物
- マイケル・ジャイルズ (Michael Giles) - ドラム、パーカッション（牛乳瓶、ノコギリ、リップ・ホイッスル、ナッツ箱を含む）、ボーカル
- ピーター・ジャイルズ (Peter Giles) - ベース
- スティーヴ・ウィンウッド (Steve Winwood) - オルガン、「Turnham Green」でのピアノ・ソロ
- マイケル・ブレイクスリー (Michael Blakesley) - 「明日への脈動」でのトロンボーン